# Symbolanalytiker
Symbolanalytiker är ett begrepp för en kategori av kunskapsintensiva yrken på arbetsmarknaden som introducerades av den amerikanska ekonomen Robert Reich i en bok från 1991.
Begreppet användes ofta i 1990-talets svenska debatt om den framtida arbetsmarknaden.

## Bakgrund
I sin bok Arbetets marknad inför 2000-talet från 1991 (originaltitel The Work of Nations - Preparing Ourselves for 21st Century Capitalism, gavs ut i svensk översättning 1994) framförde Reich en analys av hur han ansåg att USA:s samhälle höll på att kraftigt förändras av internationaliseringen, samt av att framgångsrika företag tjänade pengar på kunskap snarare än på massproduktion.
Reich klassificerade huvuddelen av den dåtida arbetsmarknaden i USA i följande tre kategorier:
- Rutinarbetare inom produktionen (25%)
- Personliga serviceyrken (30%)
- Symbol-analytiska serviceyrken (20%)

Reich konstaterade att andelen symbolanalytiska yrken hade ökat kraftigt under de senaste decennierna. Han menade också att det krävs lång förberedelse i form av utbildning för att bli framgångsrik i dessa yrken.

## Symbolanalytiska yrken
Bland de yrken som karaktäriserats som symbolanalytiska återfinns bland annat jurister, konsulter, ingenjörer, programmerare, kulturarbetare, PR-folk, journalister och forskare.
Begreppet symbolanalytiker är i viss utsträckning synonymt med kunskapsarbetare.